# Drenthe
Drenthe er en nederlandsk provins, beliggende i den nordøstlige del af Nederlandene.
Provinsen grænser op til Overijssel mod syd, Friesland mod vest, Groningen mod nord og Tyskland mod øst. Drenthe har et samlet areal på 2.680 km2, hvoraf 39 km2 udgøres af vand. Provinsen har godt 492.100 indbyggere (2018).
Drenthe har været beboet i omkring 150.000 år. Området har skiftevis været underlagt Bispedømmet Utrecht, De Habsburgske Nederlande, De Forenede Nederlande, Den Bataviske Republik, Kongeriget Holland og nu Kongeriget Nederlandene. Drenthe har været en officiel nederlandsk provins siden 1796.
Drenthes provinshovedstad hedder Assen, hvor den lokale provinsadministration holder til. Provinsens største by er Emmen. Kongens kommissær (nederlandsk: Commissaris van de Koning) i Drenthe er Jetta Klijnsma. Folkepartiet for Frihed og Demokrati (VVD) og Arbejderpartiet (PvdA) er med 7 sæder hver de to største partier i provinsrådet. Kristendemokratisk Appel (CDA) er det næststørste parti, mens Frihedspartiet (PVV) og Socialistpartiet (SP) med 5 sæder hver konkurrerer om at være rådets tredje største parti.
I modsætning til resten af Nederlandene er Drenthe et sparsomt befolket område. Langt størstedelen af provinsen er landbrugsland, men der findes dog en smule industri i Assen og Emmen.

## Historie
Navnet Drenthe menes at stamme fra Thrija-hantja, der betyder "Trælandet".
Der har boet mennesker i det nuværende Drenthe-område siden oldtiden. Man har i Drenthe fundet 150.000 år gamle artefakter, der er blandt de ældste i Nederlandene. Indtil bronzealderen var Drenthe et af Nederlandenes mest befolkede områder. Det vidner bl.a. de mange stendysser (nederlandsk: hunebedden) om, der blev opført omkring 3500 f.Kr. 53 af Nederlandenes i alt 54 stendysser kan findes i Drenthe, først og fremmest i den nordøstlige del af provinsen.

Drenthe nævnes første gang i et dokument fra 820, hvor det kaldes Pago Treanth ("Drenthe-distriktet"). I dokumenter fra perioden 1024-25 nævnes det, at kejser Henrik 2. skænker et grevskab ved navn Drenthe til biskop Adelbold 2. af Utrecht.
Drenthe var længe underlagt bispedømmet i Utrecht, men i 1528 overdrog biskop Henrik af Wittelsbach Drenthe-området til kejser Karl 5., som straks indlemmede det i De Habsburgske Nederlande. Da De Forenede Nederlande blev udråbt i 1581, blev Drenthe en del af den nye statsdannelse, selvom området pga. udbredt fattigdom ikke opnåede provinsstatus. Drenthes indbyggere var så forarmede, at regeringen fritog dem fra at betale skat, hvilket dog betød, at de blev nægtet adgang til Generalstaterne. Den efterfølgende Bataviske Republik gav Drenthe officiel provinsstatus 1. januar 1796.
Kort før 2. verdenskrigs udbrud, opførte den nederlandske regering en flygtningelejr nær byen Hooghalen, der kunne huse de tysk-jødiske flygtninge i Nederlandene. Under 2. verdenskrig brugte den tyske besættelsesmagt lejren som en transitlejr (tysk: Durchgangslager) under navnet Westerbork. Mange nederlændere, Jehovas vidner, jøder, romaer, sintier, frihedskæmpere og politiske modstandere blev fængset her før de blev overført til koncentrationslejrene i Tyskland og det tyskbesatte Polen. Anne Frank blev deporteret på et tog fra Westerbork-lejren den 3. september 1944.
Oliefeltet Schoonebeek, der blev opdaget i 1943 og begyndte produktion i 1947, ligger i Emmen kommune.
Drenthe var i 1970'erne skueplads for fire gidseltagninger, som blev udført af sydmolukkiske separatister. Terroristerne kaprede to toge i henholdsvis 1975 og 1977, og tog også gidsler på en folkeskole i Bovensmilde i 1977 og provinsrådsbygningen i Assen i 1978.

## Geografi
Drenthe ligger i den nordøstlige del af Nederlandene. Den grænser op til provinsen Groningen i nord, Friesland i vest og Overijssel i syd. I øst grænser Drenthe op til de tyske landkreise Emsland og Bentheim i delstaten Niedersachsen.
Drenthe er Nederlandenes niende største provins. Den har et samlet areal på 2.680 km2, hvoraf 39 km2 udgøres af vand. Eksklusive vand er Drenthe Nederlandenes syvende største provins. 72 % af Drenthes samlede areal bruges som landbrugsjord.
Store dele af Drenthe udgøres af hede. Provinsen har ingen nævneværdige søer eller floder. Nationalparkerne Drents-Friese Wold, Dwingeldervel og Drentsche Aa ligger alle i Drenthe.

### Underinddelinger
Drenthe er opdelt i tre COROP-områder: Norddrenthe, Sydøstdrenthe og Sydvestdrenthe. COROP-enhederne bruges af staten i forbindelse med statistik og analyse.
Nederlandene har de seneste årtier gennemgået flere administrative sammenlægninger og Drenthe er ingen undtagelse. Den største sammenlægning fandt sted i 1998, da 32 kommuner blev slået sammen i 10 større kommuner. Drenthe består i dag af 12 kommuner. Emmen er provinsens folkerigeste kommune, mens Midden-Drenthe arealmæssigt er den største kommune i Drenthe. Westervel har det laveste indbyggertal, mens Meppel har det mindste areal.

Kommunerne Assen, Noordenveld og Tynaarlo er en del af den interprovinsielle region Groningen-Assen, mens kommunerne Aa en Hunze, Assen, Borger-Odoorn, Coevorden, Emmen, Midden-Drenthe, Noordenveld og Westerveld indgår i den internationale Ems-Dollart-region (EDR).
| Kommune        | Indbyggertal | Areal      | COROP-område   |
| -------------- | ------------ | ---------- | -------------- |
| Aa en Hunze    | 25.294       | 276,35 km2 | Norddrenthe    |
| Assen          | 67.579       | 81,94 km2  | Norddrenthe    |
| Borger-Odoorn  | 25.360       | 275,27 km2 | Sydøstdrenthe  |
| Coevorden      | 35.189       | 296,54 km2 | Sydøstdrenthe  |
| Emmen          | 107.417      | 336,40 km2 | Sydøstdrenthe  |
| Hoogeveen      | 55.252       | 127,67 km2 | Sydvestdrenthe |
| Meppel         | 33.155       | 55,69 km2  | Sydvestdrenthe |
| Midden-Drenthe | 33.311       | 341,01 km2 | Norddrenthe    |
| Noordenveld    | 32.818       | 200,99 km2 | Norddrenthe    |
| Tynaarlo       | 33.259       | 143,50 km2 | Norddrenthe    |
| Westerveld     | 19.069       | 278,81 km2 | Sydvestdrenthe |
| De Wolden      | 23.789       | 224,77 km2 | Sydvestdrenthe |

De 12 kommuners placering i Drenthe:
| 1. Aa en Hunze 2. Assen 3. Borger-Odoorn 4. Coevorden 5. Emmen 6. Hoogeveen 7. Meppel 8. Midden-Drenthe 9. Noordenveld 10. Tynaarlo 11. Westerveld 12. De Wolden | Kommuner i Drenthe |

## Demografi
Drenthe har et indbyggertal på 492.100 (2018) og en befolkningstæthed på 185 pr. km2. Det er Nederlandenes tredje mindste provins målt på antal indbyggere. Drenthe har desuden Nederlandenes laveste befolkningstæthed. Kun Flevoland og Zeeland har færre indbyggere. Emmen er provinsens folkerigeste kommune.

## Kultur

### Sprog
Over halvdelen af Drenthes indbyggere taler drentsk. Hver by og landsby har sin egen fonetiske særegenhed. Drentsk er et nederlandsk-nedersaksisk sprog. Den nederlandske regering anerkender nederlandsk-nedersaksisk som et officielt regionalt sprog, der beskyttes i henhold til Den europæiske pagt om regionale sprog eller mindretalssprog.

### Sport
FC Emmen er Drenthes eneste professionelle fodboldklub. Den spiller i 1. divisionen og har hjemmebane på JenS Vesting i Emmen.
Racerbanen TT Circuit Assen i Assen er vært for MotoGP og TT Assen.

### Museer
Drents Museum er et kunst- og kulturmuseum i Assen. I 2013 havde det 227.000 besøgende.

## Politik
Provinsrådet i Drenthe (nederlandsk: Provinciale Staten) består af 41 medlemmer med kongens kommissær i spidsen. Den nuværende kommissær er Jetta Klijnsma fra Arbejderpartiet (PvdA). Hun afløste Jozias van Aartsen (2017) fra Folkepartiet for Frihed og Demokrati (VVD) 1. december 2017. Drenthes provinsråd vælges af Drenthes indbyggere, mens kommissæren udpeges af kongen og den nederlandske regering. VVD og PvdA er med 7 sæder hver de to største partier i provinsrådet. Den daglige ledelse varetages af en lille styrelse (nederlandsk: Gedeputeerde Staten), hvis medlemmer (nederlandsk: gedeputeerden) kan sammenlignes med ministrene i en regering. Styrelsen ledes af kommissæren.

## Transport
Motorvejene A28 (E232), A32 og A37 (E233), der går igennem Drenthe, vedligeholdes af staten. Det samme gør hovedvejene N33, N34 og N48.
Fire jernbanestrækninger skærer sig delvist gennem provinsen Drenthe:
| Strækning         | Stationer i Drenthe                                                   |
| ----------------- | --------------------------------------------------------------------- |
| Arnhem–Leeuwarden | Overijssel – Meppel – Friesland                                       |
| Gronau–Coevorden  | Tyskland – Coevorden                                                  |
| Meppel–Groningen  | Meppel – Hoogeveen – Beilen – Assen – Groningen                       |
| Zwolle–Emmen      | Overijssel – Coevorden – Dalen – Nieuw Amsterdam – Emmen Zuid – Emmen |

Groningen Airport Eelde er en mindre international lufthavn i Eelde i provinsen Drenthe. Hoogeveen Flyveplads er en civil indenrigsflyveplads i byen Hoogeveen.

## Videnskab
Det nederlandske institut for radioastronomi, ASTRON, ligger nær Dwingeloo. Instituttets radioteleskop, Dwingeloo Radioteleskop, blev bygget i 1956 og er i dag et officielt nationalmonument (nederlandsk: rijksmonument). Nær landsbyen Westerbork ligger yderligere fjorten radioteleskoper, WSRT, der blev bygget i 1970. Radioteleskopsnetværket Low-Frequency Array (LOFAR) har dets kerne nær Exloo. Den stod færdig i 2012.

## Medier
Den regionale radio- og tv-kanal RTV Drenthe holder til i Assen. Det regionale dagblad for provinserne Drenthe og Groningen er Dagblad van het Noorden, der har hovedsæde i Groningen.